# Trattato anglo-olandese della Costa d'Oro (1867)
Il trattato anglo-olandese della Costa d'Oro del 1867 fu un trattato col quale vennero ridistribuiti i forti lungo la Costa d'Oro olandese e quella inglese di modo da concentrare le rispettive aree di influenza. Tutti i forti ad est di Fort Elmina passarono alla Gran Bretagna, quelli ad ovest ai Paesi Bassi.

## Storia
Se i forti militari olandesi sulla Costa d'Oro nel XIX secolo avevano ormai perso la loro tradizionale funzione di difesa, quelli costruiti dagli inglesi nell'area stavano prendendo sempre più piede andando a costituire le basi per una vera e propria colonia, in particolare dopo la conquista della Costa d'Oro danese nel 1850. La presenza di forti olandesi nell'area che divenne poi sempre più influenzata dagli inglesi, era divenuta di ostacolo ed alla fine degli anni '50 dell'Ottocento, gli inglesi iniziarono a fare delle pressioni perché i forti olandesi e gli avamposti commerciali locali potessero essere ridistribuiti in maniera più coerente per aree di influenza.
Nella politica olandese del tempo, un acquisto non era cosa possibile e pertanto venne previsto uno scambio. Nel 1867 venne firmata la "Convenzione tra Gran Bretagna e Paesi Bassi per un interscambio di territori sulla Costa d'Oro dell'Africa", nella quale tutti i forti olandesi ad est di Elmina passarono agli inglesi, mentre tutti i forti ad ovest di Elmina passarono ai Paesi Bassi.
Lo scambio si rivelò un disastro per gli olandesi in quanto esso non venne bene accolto dagli ashanti che con i Paesi Bassi avevano un accordo di lunga data e non desideravano i nuovi dominatori. La popolazione di Fort Komenda si rifiutò di issare la bandiera olandese ed addirittura tenne ostaggi gli ufficiali navali olandesi che tentarono di forzare tale atto. Gli olandesi risposero inviando una spedizione punitiva a Komenda nel 1869-70. Nel frattempo, la Confederazione Fante aveva mosso assedio ad Elmina. In questo contesto, il ministro delle colonie olandese iniziò segretamente dei negoziati per la vendita dell'intera colonia alla Gran Bretagna. Con il trattato della Costa d'Oro del 1871, l'intera colonia venne ceduta al Regno Unito per la somma di 46.939,62 gulden

## Tariffe
Una delle principali ragioni per lo scambio dei forti fu che un'area coerente di influenza avrebbe consentito alle rispettive parti di imporre delle tariffe nel proprio territorio. Il Regno Unito e i Paesi Bassi si accordarono tra di loro in base all'art. 2 del trattato, per applicare le seguenti tariffe nella colonia della Costa d'Oro:
|                                                         | Sui possedimenti dei Paesi Bassi    | Sui possedimenti dei Paesi Bassi    | Sui possedimenti del Regno Unito    | Sui possedimenti del Regno Unito    |
| ------------------------------------------------------- | ----------------------------------- | ----------------------------------- | ----------------------------------- | ----------------------------------- |
| Acciughe, birra, vino e tutti i liquori e gli alcoolici | per litro                           | 8 cent.                             | per galloni di vino                 | 6 pence                             |
| Sigari, tabacco da fiuto o di qualsiasi altra forma     | per chilogrammo                     | 10 cent.                            | per pound                           | 1 penny                             |
| Polvere da sparo                                        | per chilogrammo                     | 10 cent.                            | per pound                           | 1 penny                             |
| Armi da fuoco di ogni fattezza                          | ognuna                              | 6 cent.                             | ognuna                              | 1 scellino                          |
| Su tutti gli altri beni di ogni altro genere            | Una tassa ad valorem di 3 centesimi | Una tassa ad valorem di 3 centesimi | Una tassa ad valorem di 3 centesimi | Una tassa ad valorem di 3 centesimi |

## Firmatari
Per i Paesi Bassi:
- Arnold Adolf Bentinck van Nijenhuis, ambasciatore olandese a Londra;
- Cornelis Nagtglas, ex-governatore della Costa d'Oro olandese.

Per il Regno Unito:
- Henry Herbert, IV conte di Carnarvon, Segretario di Stato per le Colonie;
- Edward Stanley, XV conte di Derby, Segretario di Stato per gli Affari Esteri.

## Forti scambiati

### Dai Paesi Bassi al Regno Unito
| Luogo nel Ghana | Nuovo nome inglese | Nome olandese     |
| --------------- | ------------------ | ----------------- |
| Moree           | Fort Nassau        | Fort Nassau       |
| Accra           | Fort Ussher        | Fort Crêvecoeur   |
| Kormantin       | Fort Cormantine    | Fort Amsterdam    |
| Senya Beraku    | Fort Good Hope     | Fort Goede Hoop   |
| Apam            | Fort Patience      | Fort Lijdzaamheid |

### Dal Regno Unito ai Paesi Bassi
| Luogo nel Ghana | Nuovo nome olandese | Nome inglese   |
| --------------- | ------------------- | -------------- |
| Beyin           | Fort Willem III     | Fort Apollonia |
| Dixcove         | Fort Metalen Kruis  | Fort Dixcove   |
| Komenda         | Fort Komenda        | Fort Komenda   |
| Sekondi         | Fort Sekondi        | Fort Sekondi   |